# آر تي المملكة المتحدة
آرتي المملكة المتحدة هي قناة تلفزيونية مقرها لندن. وهي جزء من شبكة آرتي، وهي شبكة إخبارية تلفزيونية عالمية متعددة اللغات ومقرها موسكو وتدعمها الحكومة الروسية، تم إطلاق القناة في 30 تشرين الأول (أكتوبر) 2014.
 وتسعى وكالة الأنباء الروسية إلى تحديد هوية وسائل الإعلام البديلة بدلا من أخبار بي بي سي نيوز و سكاي نيوز.
وتدعي القناة موقفها هو "تحدي هياكل السلطة المهيمنة في بريطانيا عن طريق بث البرامج الحية والأصلية مع التركيز التدريجي في المملكة المتحدة"، " لا تخضع لتحيز لندن النخبة الحضرية ."  ونقل عن ريتشارد سامبروك، مدير مركز الصحافة في جامعة كارديف قوله "إنها خطوة مفاجئة لتركيز الموارد على المملكة المتحدة، وليس
اقتراحا تجاريا، لذلك يجب أن يكون الغرض الرئيسي هو الحصول على النفوذ."  قبل إطلاق القناة، قال مراسل آرتي بولي بويكو " هناك الكثير من الطرق التي يتم من خلالها تمويل آرتي.
 استوديوهات القناة موجودة في برج ميلبانك، تقدم القناة أربع ساعات من البرمجة يوميا، من الإثنين إلى الجمعة أخبار المملكة المتحدة في الساعة 7 مساء، 8 مساء، 9 مساء و 10 مساء، في يوم الجمعة لا يوجد في الساعة 10 مساء نشرة أخبار المملكة المتحدة، آرتي المملكة المتحدة بمثابة المنزل وقاعدة الإنتاج من برنامج آرتي في المملكة المتحدة، آرتي المملكة المتحدة تبث عبر الأقمار الصناعية في المملكة المتحدة، القناة متاحة أيضا عبر الإنترنت من خلال موقع آرتي.

## الموظفين
- بيل دود ( -2014)
- لورا سميث ( -2015)
- بولي بويكو ( -2015)
- آفشين راتنسي
- عيسى علي
- اناستاسيا شوركانا
- هاري فاير

## وصلات خارجية
- RT.com
- RT UK's channel on يوتيوب